# Отон-Бланко
Отон-Бланко (исп. Othón P. Blanco) — муниципалитет в Мексике, штат Кинтана-Роо, с административным центром в городе Четумаль. Численность населения, по данным переписи 2020 года, составила 233 648 человек.

## Общие сведения
Муниципалитет назван в честь вице-адмирала ВМС Мексики Отона Помпейо Бланко, участника Мексиканской революции и основателя Четумаля.
Площадь муниципалитета равна 9909,8 км², что составляет 22,2 % от площади штата, а наиболее высоко расположенное поселение Бето-Рамирес, находится на высоте 161 метр.
На севере он граничит с другим муниципалитетом штата Кинтана-Роо — Бакаларом, на западе граничит с другим штатом Мексики — Кампече, на юге проходит государственная граница с Белизом, а на востоке омывается водами Карибского моря.

## Учреждение и состав
Муниципалитет был образован 12 января 1975 года при создании штата Кинтана-Роо. В 2011 году от него был отделён новый муниципалитет Бакалар.
По данным 2020 года в его состав входит 645 населённых пунктов, самые крупные из которых:
| Код INEGI                  | Населённый пункт                                                                  | Численность населения (2005 год) | Численность населения (2010 год) | Численность населения (2020 год) |
| -------------------------- | --------------------------------------------------------------------------------- | -------------------------------- | -------------------------------- | -------------------------------- |
| 004                        | Всего                                                                             | 219763                           | 244553                           | 233648                           |
| 0001                       | Четумаль (исп. Chetumal) 18°29′38″ с. ш. 88°17′52″ з. д. (административный центр) | 136825                           | 151243                           | 169028                           |
| 0016                       | Кальдеритас (исп. Calderitas) 18°33′22″ с. ш. 88°15′09″ з. д.                     | 4446                             | 5326                             | 5551                             |
| 0064                       | Николас-Браво (исп. Nicolás Bravo) 18°27′31″ с. ш. 88°55′55″ з. д.                | 3653                             | 4011                             | 3699                             |
| 0123                       | Хавьер-Рохо-Гомес (исп. Javier Rojo Gómez) 18°16′27″ с. ш. 88°40′53″ з. д.        | 2873                             | 2911                             | 3103                             |
| 0124                       | Альваро-Обрегон (исп. Álvaro Obregón) 18°17′58″ с. ш. 88°38′53″ з. д.             | 2825                             | 2869                             | 2841                             |
| 0053                       | Махауаль (исп. Mahahual) 18°43′00″ с. ш. 87°42′30″ з. д.                          | 282                              | 920                              | 2636                             |
| 0098                       | Субьенте-Лопес (исп. Subteniente López) 18°29′42″ с. ш. 88°23′42″ з. д.           | 1890                             | 1915                             | 2452                             |
| 0114                       | Шуль-Ха (исп. Xul-Ha) 18°33′16″ с. ш. 88°27′58″ з. д.                             | 1838                             | 2037                             | 2341                             |
| 0201                       | Серхио-Бутрон-Касас (исп. Sergio Butrón Casas) 18°30′49″ с. ш. 88°34′12″ з. д.    | 2099                             | 2235                             | 2138                             |
| 0014                       | Какао (исп. Cacao) 18°11′37″ с. ш. 88°41′43″ з. д.                                | 1915                             | 2056                             | 2079                             |
| 0184                       | Пукте (исп. Pucté) 18°13′48″ с. ш. 88°40′02″ з. д.                                | 1757                             | 1861                             | 2040                             |
| —                          | Прочие                                                                            | 59360                            | 67169                            | 35740                            |
| Названия на карте Генштаба |                                                                                   |                                  |                                  |                                  |

## Транспорт
В муниципалитете расположен Международный аэропорт Четумаль, а также аэропорты местного сообщения в поселениях Махауаль, Шкалак, Кохунлич и Пультикуб. Существует два порта в Четумале и Махауале. Также через муниципалитет проходит три федеральные автодороги: ,  и .

## Экономическая деятельность
По статистическим данным 2000 года, работоспособное население занято по секторам экономики в следующих пропорциях:
- сельское хозяйство, животноводство и рыбная ловля — 19,7 %;
- промышленность и строительство — 16,7 %;
- торговля, сферы услуг и туризма — 61,3 %;
- безработные — 2,3 %.

## Инфраструктура
По статистическим данным 2020 года, инфраструктура развита следующим образом:
- электрификация: 98,5 %;
- водоснабжение: 77,4 %;
- водоотведение: 98,3 %.

## Фотографии
- Одна из улиц Четумаля
- Залив Четумаль
- Набережная в Кальдеритасе
- Сенот в Шуль-Ха
- Парк в Субьенте-Лопесе